# Máximo da Hispânia
Máximo (em latim: Maximus), chamado também de Máximo Tirano (em latim: Maximus Tyrannus), foi um usurpador romano entre 409 e 411 na Hispânia. Ele foi nomeado pelo general Gerôncio, que pode ter sido o seu pai.

## História
As relações entre o usurpador Constantino III e Gerôncio, que era seu general responsável pela Hispânia, deteriorou-se em 409. No final do verão do ano seguinte, quando Constantino enviou um exército comandado por seu filho Constante, Gerôncio se amontinou e instalou Máximo no trono. Kulikowski sugere que Gerôncio temia ser substituído na posição de mestre dos soldados (magister militum) de Constantino por Constante. Drinkwater, por outro lado, sugere que o general, percebendo as negociações entre Constantino e Honório durante o ano de 409 teria se aliado aos membros da Casa de Teodósio (o pai de Honório) que viviam na Hispânia, o principal reduto da família. Segundo essa teoria, no verão de 410, Gerôncio, que não havia conseguido angariar nenhum suporte na Itália e estava agora sob a ameaça de Constante, estava desesperado para conseguir que alguma autoridade imperial que confirmasse sua aliança com bárbaros e acabou "sendo levado para uma revolta aberta".
Máximo conseguiu exercer algum controle sobre as províncias na Hispânia. Kulikowski afirma que "a casa da moeda de Barcino (moderna Barcelona, na Espanha) cunhou moedas em seu nome e há evidências de grandes obras na muralha da cidade durante seu reinado".
Nos primeiros dezoito meses de seu reinado, as forças de Gerôncio derrotaram as de Constantino, assassinaram Constante em Viena (moderna Vienne, na França) e conseguiram encurralar o próprio Constantino em sua capital, Arelate (Arles, na França). Depois que os dois usurpadores esgotaram suas forças lutando entre si, Honório enviou seu principal general, o futuro imperador Constâncio III, para a Gália. Quando ele chegou em Arelato, os soldados de Gerôncio desertaram e se juntaram às forças imperiais, o que obrigou Gerôncio a fugir para a Hispânia, onde o que restava de suas forças o abandonou e ele cometeu o suicídio.
Sem o seu maior aliado, Máximo teria, segundo os relatos, fugido para um refúgio "entre os bárbaros na Hispânia".
O resto da história do já obscuro Máximo torna-se ainda mais confusa daí em diante. Ele é geralmente identificado como sendo o Máximo que iniciou uma revolta na Hispânia entre julho de 419 e fevereiro de 421. De acordo com Conde Marcelino, este Máximo foi capturado, levado a Roma, exibido para o público e executado juntamente com um tal "Joviniano" por volta de 23 de janeiro de 422, durante as comemorações da tricenália de Honório. Kulikowski concorda com esta identificação, explicando que ele teria sido derrotado e capturado pelo conde Astério, que recebeu o patriciado como recompensa.